# 志村まり子
志村 まり子（しむら まりこ、2月14日 - ）は、日本の女性声優。宮城県出身。身長158cm。体重50kg。血液型はA型。
以前はB-Boxに所属していた。

## 出演作品

### テレビアニメ
2014年
- 蟲師 特別篇（老女）
  - 蟲師 続章（村の女性）

2015年
- Go!プリンセスプリキュア（食堂のおばさん）

2016年
- 金田一少年の事件簿R（第2期）（ナース）

### 劇場アニメ
2009年
- ホッタラケの島 〜遥と魔法の鏡〜（島の住人）

### ゲーム
2009年
- 伯爵と妖精

2012年
- スクール・ウォーズ

### ドラマCD
- tactics（母、犬神）

### 吹き替え
- 俺のムスコ That's My Boy（ドローレス）
- 爆音家族（ナナ）
- 楽園（小学校教師）

### 舞台
- Broadway Musical Workshop（2006年）
- Dream（2012年） - 京介の母

### ナレーション
- 歯科医療 企業VP
- ベルメゾン 極上ホットコット 母からの手紙